# Иванов, Валерий Николаевич (1955)
Валерий Николаевич Иванов (бел. Валерый Мікалаевіч Іваноў; род. 27 июля 1955, Попехинка, Климовичский район, Могилевская область, Белорусская ССР, СССР) — белорусский государственный и политический деятель. Управляющий делами Президента Республики Беларусь (2021—2022).

## Биография
Родился 27 июля в 1955 году в д. Попехина, в Климовичском районе.
В 1983 году окончил Белорусскую сельскохозяйственную академию. В 1992 году окончил Институт политологии и социального управления Белорусского государственного университета. В 2006 году окончил Академию управления при Президенте Республики Беларусь.
Служил в рядах Вооруженных Сил Республики Беларусь.

## Трудовая деятельность
В 1977 году работал в главным зоотехником Круглянском районе Могилевской области. Более 20 лет возглавлял различные колхозы Кировского района Могилевской области. С 1987 по 1997 году был первым заместителем председателя Круглянского районного исполнительного комитета, председателем районного агропромышленного объединения, начальником управления сельского хозяйства и продовольствия Круглянского районного исполнительного комитета.
С 2002 по 2004 — Председатель Кировского районного исполнительного комитета. С 2004 по 2008 — Председатель Шкловского районного исполнительного комитета Могилевской области. Избирался членом Совета Республики Национального собрания Республики Беларусь второго и третьего созывов. Также депутатом Палаты представителей Национального собрания Республики Беларусь четвёртого созыва. С 27 октября 2008 года по 25 мая 2010 года — заместитель председателя Палаты представителей Национального собрания Республики Беларусь четвёртого созыва. В плате представителей также работал вице-спикером.
С 26 мая 2010 года по 28 декабря 2010 — первый заместитель председателя Минского областного исполнительного комитета.
С 25 июля по 16 декабря 2013 года был заместителем главы Администрации президента Республики Беларусь.
С 2010 по 2017 год являлся Председателем общественного объединения «Белорусская федерация хоккея на траве». Также являлся членом Президиума этого объединения.
28 декабря 2010 года по решению Президента Республики Беларусь Александра Лукашенко был назначен на должность заместителя премьер-министра Республики Беларусь. Он курировал вопросы сельского хозяйства. Но 28 февраля 2012 года был освобожден от должности.

Вы знаете систему производства, теперь вам надо будет досконально изучить систему продаж, чтобы наиболее выгодно выстроить сегодня работу и в интересах нашей страны, и россиян, это наши партнеры. Здесь все должно быть справедливо и равноправно. Нам выгоды не нужны за счет России, но и за счет нас никто не должен получать какие-то выгоды. Мы должны действовать в едином ключе. И искать, где лучше для нас для всех. А значит, для Белорусской калийной компании— сказал Александр Лукашенко во время снятия Валерия с должности
29 февраля 2012 года был назначен на должности генерального директора Белорусской калийной компании.
В 2013—2021 годах являлся председателем правления Белорусского республиканского союза потребительских обществ.
8 июля 2021 года назначен управляющим делами Президента Республики Беларусь.
В марте 2022 года Валерий Иванов попал под санкции Канады.
18 августа 2022 года был опубликован указ, по которому Юрий Назаров сменил Валерия Иванов на должности Управляющего делами Президента Республики Беларусь.

## Критика
На совещании 28 января 2014 года глава государства[уточнить] был недоволен работой Белкоопсоюза. Он также отметил что Белкоопсоюз неконкурентноспособен. Обращаясь к председателю правления Белкоопсоюза Валерию Иванову, Александр Лукашенко потребовал активной работы по устранению всех выделенных проблемных вопросов. Но 4 сентября глава государства[уточнить] вновь был недоволен работой Белкоопсоюза. Принимая доклад Валерия Иванова глава государства[уточнить] отметил следующее:

То есть, по основным направлениям деятельности налицо падение. И это настораживает
Президент считает странным, когда «Белкоопсоюз» постоянно просит о финансовой помощи для пополнения оборотных средств, в то время как другие аналогичные организации работают с прибылью.

## Награды
- Орден Почёта (2003)[21];
- Медаль «За трудовое отличие»;
- Юбилейная медаль «90 лет Вооруженных Сил Республики Беларусь»;
- Почетная грамота Национального собрания Республики Беларусь;
- Почетная грамота Парламентского Собрания Союза Беларуси и России;
- Юбилейная медаль «МПА СНГ. 25 лет» (13 октября 2017 года) — за заслуги в деле развития и укрепления парламентаризма, за вклад в развитие и совершенствование правовых основ функционирования Содружества Независимых Государств, укрепление международных связей и межпарламентского сотрудничества[22].

## Личная жизнь
Женат, имеет дочь и сына.